# ISU-122
El ISU-122 (Istrebitelnaja Samokhodnaya Ustanovka 122) va ser un canó d'assalt autopropulsat soviètic de la II Guerra Mundial.

## Història
El prototip del canó d'assalt autopropulsat ISU-122 (en rus ИСУ-122) va ser construït a ChKZ (Txeliàbinskiy Kirovskiy Zavod, en la Fàbrica de Txeliàbinsk Kirov, Txeliàbinsk, Rússia) el desembre de 1943. Està proveït d'alguns xassís del canó autopropulsat ISU-152 i es diferencia només per l'armament. El ISU-122 té un canó de 121,92 mm A-19S i és l'arma principal del canó-obús ML-20S del ISU-152. Les versions remolcables d'aquests canons tenen el mateix carruatge 52-L-504A (amb la designació russa 52-Л-504А). Per tant, la instal·lació d'un A-19 a un ML-20 no era una tasca difícil. Després de completar el prototip del ISU-152, els enginyers del ChKZ van muntar un A-19 en el xassís del ISU-152, anomenat "Objecte 242" — el primer prototip del ISU-122. Es va provar amb èxit, però no es va llançar directament a la producció en massa.
Fins al moment tots els ISU estaven equipats amb canons ML-20S, però la producció dels cossos blindats de tancs es va incrementar ràpidament i va haver una falta de tubs ML-20S a principis de 1944. Les autoritats de l'Estat van ordenar que aquests cossos o closques de tancs incomplets siguin armats amb canons A-19 (especialment en la variant A-19S, lleugerament modificat pel canó autopropulsat). Una altra raó per rearmar el ISU va ser la necessitat de fer foc directe contra tancs pesats alemanys. En la culminació d'aquestes circumstàncies, el Comitè de Defensa de l'Estat va adoptar l'Objecte 242 pel servei de l'Exèrcit Roig com a ISU-122 el 12 de març de 1944. L'abril del 1944 la primera sèrie d'ISU-122 va sortir de la línia de producció al ChKZ.
El canó A-19S tenia una recambra manual pistonada, que reduïa el foc d'1,5 a 2,5 trets per minut. Els dissenyadors soviètics van crear la variant D-25 per modernitzar la recambra a un canó semiautomàtic de 121,92 mm. El canó D-25 es va instal·lar primer en els tancs IS-2, però al setembre de 1944 va estar disponible pels canons autopropulsats. El prototip d'un vehicle ISU, equipat amb un canó D-25S, es va anomenar "Objecte 249" i va passar la sèrie de proves amb èxit. La potència de foc va ser millorat, ja que es va comprovar que feia de 2 a 3 trets per minut (amb dos canons acoblats es podien fer 4 trets per minut). A pesar que el fre tenia una força de retrocés, el D-25 tenia un retrocés més petit que els A-19. Això va ajudar les condicions de treball de la tripulació, ja que tenia un canó més petit, cuirassat i potent, amb la mateixa munició.
Després de la prova, l'"Objecte 249" va ser llançat directament en la producció en massa del canó autopropulsat ISU-122S (ИСУ-122С). No obstant això, el ISU-122 original no va estar encara en producció fins quan es van fabricar els ISU-152 i ISU-122S a causa de l'stock dels canons A-19 (el ML-20 i D-25 venien directament de les fàbriques d'artilleria). La fabricació en massa del ISU-122 i el ISU-122S va acabar a finals de 1945. A ChKZ es van produir 1.735 ISU-122 i 675 ISU-122S en total.
Després de la Segona Guerra Mundial, van quedar alguns ISU-122 que van ser reconstruïts com a llançadors de míssils, ja que tenien un xassís prou fort per tenir un canó de gran calibre que proporciona aquest tipus de vehicles.
El petit nombre d'ISU-122 que tenien l'armament original van ser modernitzats el 1958. Aquesta modernització no es va completar en el cas dels ISU-152. La majoria dels ISU-122 no podien rebre un nou motor, només podien ser millorades les peces del motor i la instal·lació d'equips radiofònics. A principis de 1960, el ISU-122 va ser retirat del servei de l'Exèrcit soviètic (el ISU-152 va donar servei fins a diversos anys després). Alguns ISU-122 desarmats van ser transferits per a organitzacions civils, per a ser usats com a vehicles d'emergència en les vies de trens soviètiques o com a transport per les àrees àrtiques de la Unió Soviètica.

## Variants
Alguns vehicles van ser equipats amb metralladores antiaèries DShK de 12,7 mm.
ISU-122S: En els últims models del canó A-19, es va modificar per tenir una recambra semiautomàtica. Aquest canó es va anomenar D-25S. Això va incrementar la potència de foc d'1,5 trets/minut a 3 trets/minut. Aquest vehicle és recognoscible pel mantellet esfèric i pel fre de boca.

## Construcció i disseny
La construcció del ISU-122 i del ISU-152 és el mateix excepte en el muntatge del canó, forma i col·locació de la munició. Els canons A-19S o D-25S dels ISU-122 tenen 18 graus d'angle d'elevació i 30 trets de munició (ISU-152 té 20 graus i 20 trets respectivament). El canó A-19S està equipat amb una mira telescòpica ST-18 (СТ-18) i el canó D-25S està equipat amb un TSh-17 (ТШ-17). Ambdues mires tenen una capacitat de vista fins a 1,5 km (ISU-152 només fins a 900 m). La distància de foc màxima d'un canó A-19S o D-25S és de 5 km i és molt més gran que la distància de la mira. Pel foc directe o indirecte en distàncies de més d'1,5 km el personal ha d'utilitzar la vista panoràmica.
La tripulació dels ISU-122 eren de 5 i els espais buits eren idèntics als ISU-152. El ISU-122S va ser usat per a 4 o 5 tripulants. La recambra semiautomàtica feia que la munició s'emmagatzemés, a partir de quants tripulants hi havia. En el cas de cinc persones (amb dos carregadors inclosos), el ISU-122S demostrava una millor potència de foc que el mateix vehicle tripulat per quatre.

## Història en combat

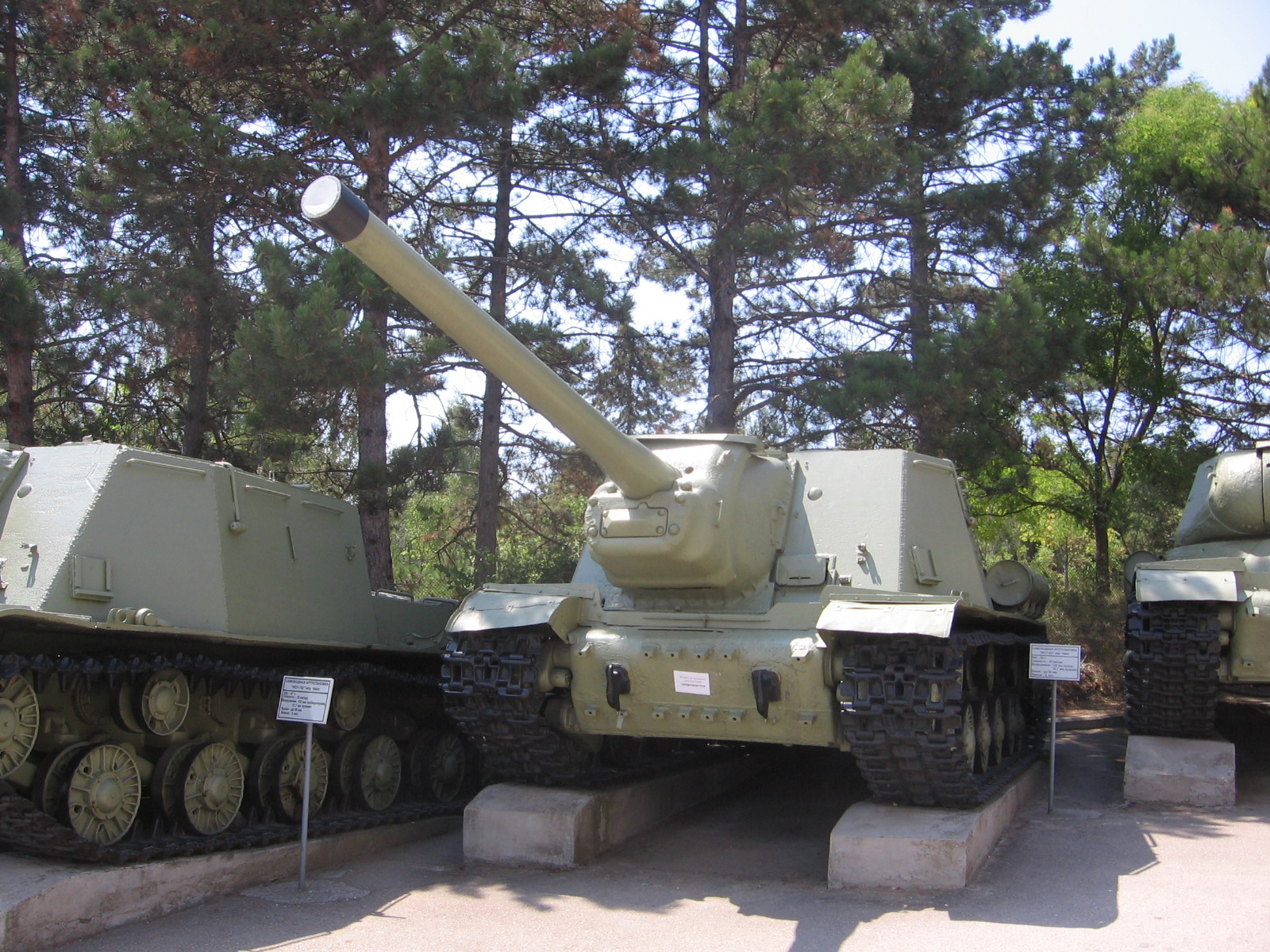
Un model de ISU-122 de 1944 al Museu de la Muntanya de Sapun, Sebastòpol

El ISU-122 va ser utilitzat com una bona arma de canó d'assalt, ja que era autopropulsat, i també podia destruir tancs. Però també es va utilitzar per a aquest ús el SU-152 i el ISU-152 i els canons pesats autopropulsats en general. No obstant aquests vehicles van tenir un paper determinat durant el combat. El principal paper del ISU-122 era com una arma antitancs, mentre que els SU/ISU-152 tenien un paper més proper com a canó d'assalt. Tenint el mateix armament que l'IS-2 tenia també un major blindatge per a trets explosius de grans proporcions. El canó de 121,92 mm tenia un gran potencial, però les habilitats del vehicle es veien reduïdes a causa que els projectils disponibles feien variar negativament la precisió. El 1944 només l'armadura BR-471 era disponible (els alemanys també la utilitzaven, però modificaven la balística). La versió millorada, el BR-471B (БР-471Б) es va crear a principis de 1945, però només va estar disponible en quantitat quan la II Guerra Mundial va acabar. Per tant, en els casos difícils, el ISU-122 es protegia dels trets enemics amb projectils OF-471 (ОФ-471). Tenien una massa de 25 kg, una velocitat de 800 m/s, i va ser equipat amb una càrrega de 3 kg. de TNT. N'hi havia prou de veure destrossar i fer explotar el vehicle blindat enemic sense penetrar en l'armadura.
En el combat urbà dels ISU-122 van ser utilitzats com a canons d'assalt, però tenien una baixa eficiència en comparació amb els SU/ISU-152. Però en general els comandants de l'Exèrcit Roig van veure que els ISU-122 eren uns bons canons d'assalt. El projectil OF-471 era prou suficient contra la infanteria desprotegida, blocs de ciment i edificis fortificats. En el combat urbà, el llarg canó del de 121,92 mm a vegades era difícil de maniobrar en llocs petits.
L'ús dels ISU-122 com a canons autopropulsats era rar, ja que el rang màxim del tir era de 14 km. Normalment els ISU-122 lliuraven foc indirectament cap a l'enemic en operacions de ràpid avanç quan el suport de l'artilleria remolcable no estava disponible.